# Shere Khan
Shere Khan là một con hổ hư cấu sống ở rừng già Ấn Độ trong tác phẩm Sách Rừng xanh của tác giả Rudyard Kipling, con hổ này được đặt theo tên của một vị quân vương Afghanistan là Sher Khan mà nhà văn Kipling ghi nhận được trong những chuyến đi của ông đến Afghanistan.
Từ Shere trong tiếng Urdu/Tiếng Hin-di có nghĩa là "con hổ", bắt nguồn từ chữ sher (tiếng Hindi: शेर) là từ để chỉ về hổ hoặc sư tử và "Khan" được dịch là "chúa tể", "vị vua" hay "thủ lĩnh quân sự" (đây là một trong một số ngôn ngữ chịu ảnh hưởng của người Mông Cổ), từ Khan dịch ra tiếng Hán Việt có nghĩa là Hãn hay Khả Hãn. Shere Khan có thể tạm dịch là "Vua Cọp"
Shere Khan là đối thủ chính, kẻ thù mạnh nhất, nguy hiểm nhất đối với cậu bé Mowgli - nhân vật chính của truyện, nó cũng là kẻ thù thường trực của bầy sói nơi mà cậu bé sinh sống cũng như ngôi làng của loài người (quê của Mowgli), nó là sinh vật mạnh nhất trong rừng già Ấn Độ. Shere Khan nên được phát âm là "Skere Khan" trong cách ghi chép Rudyard Kipling, tuy nhiên trong bộ phim chuyển thể tên của con hổ này luôn được phát âm là Shere Khan.

## Đe dọa Hội đồng sói

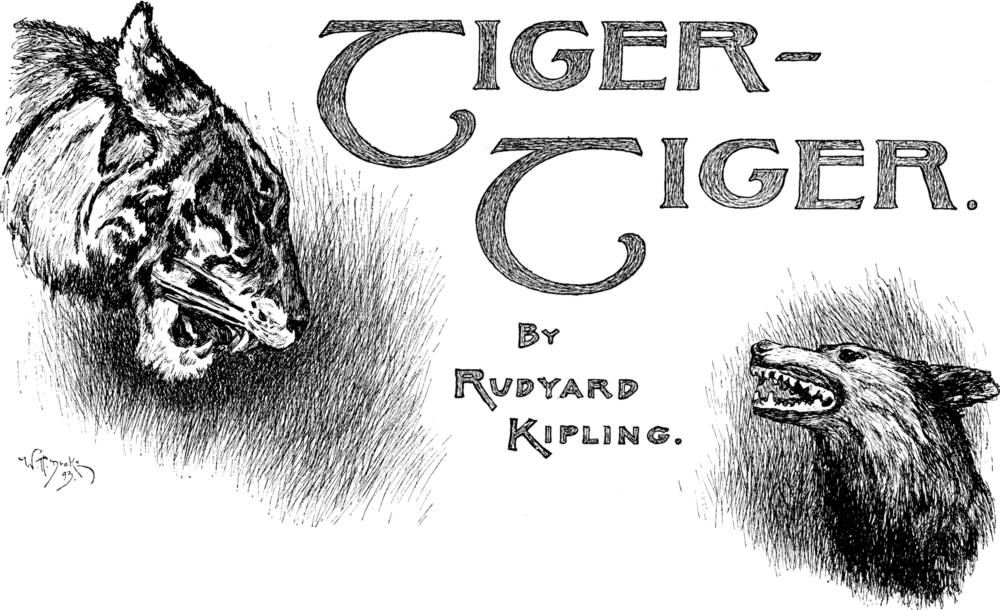
Hổ Shere Khan và Akela

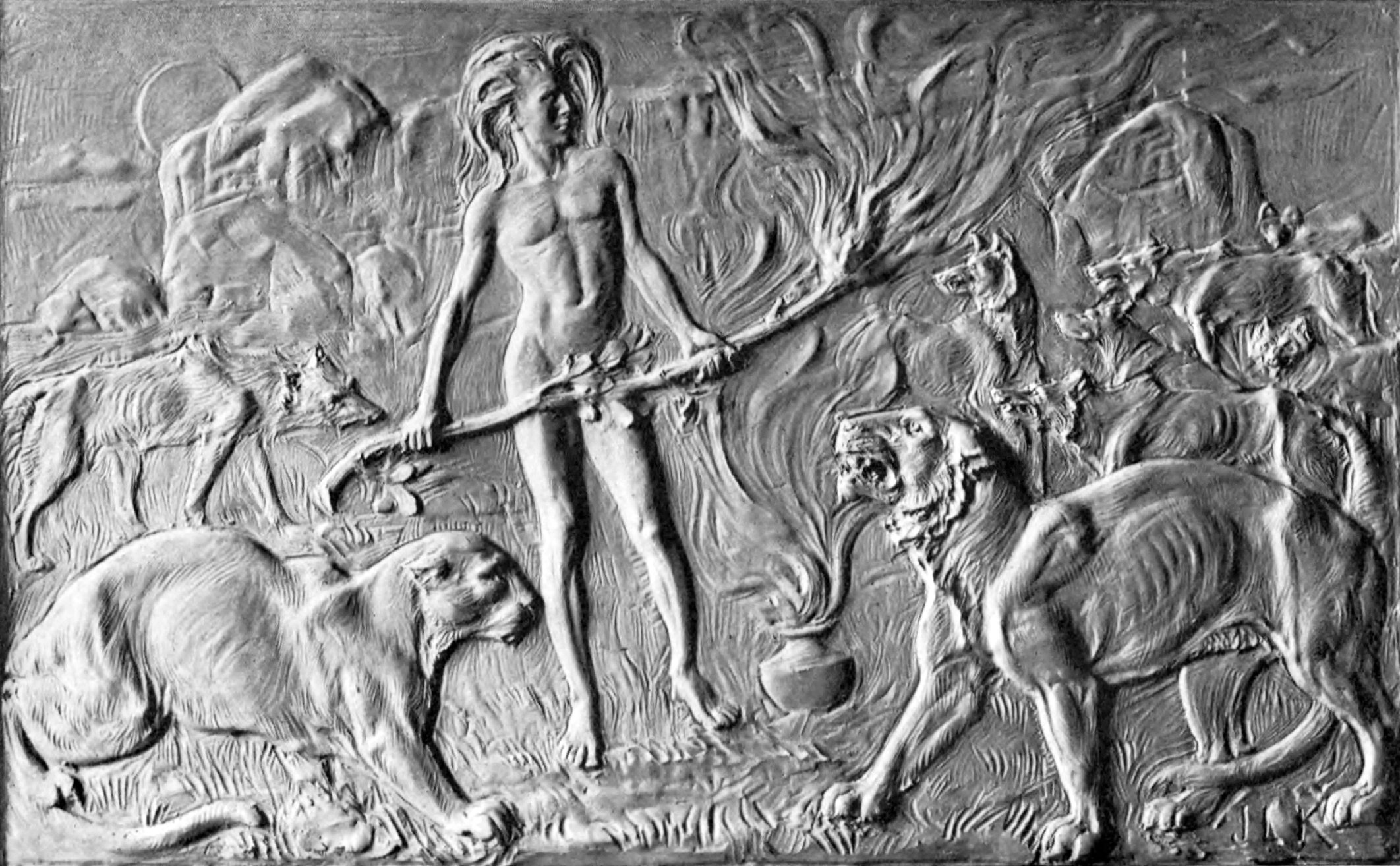
Mowgli dùng cây lửa đuổi Shere Khan

## Bị giết chết

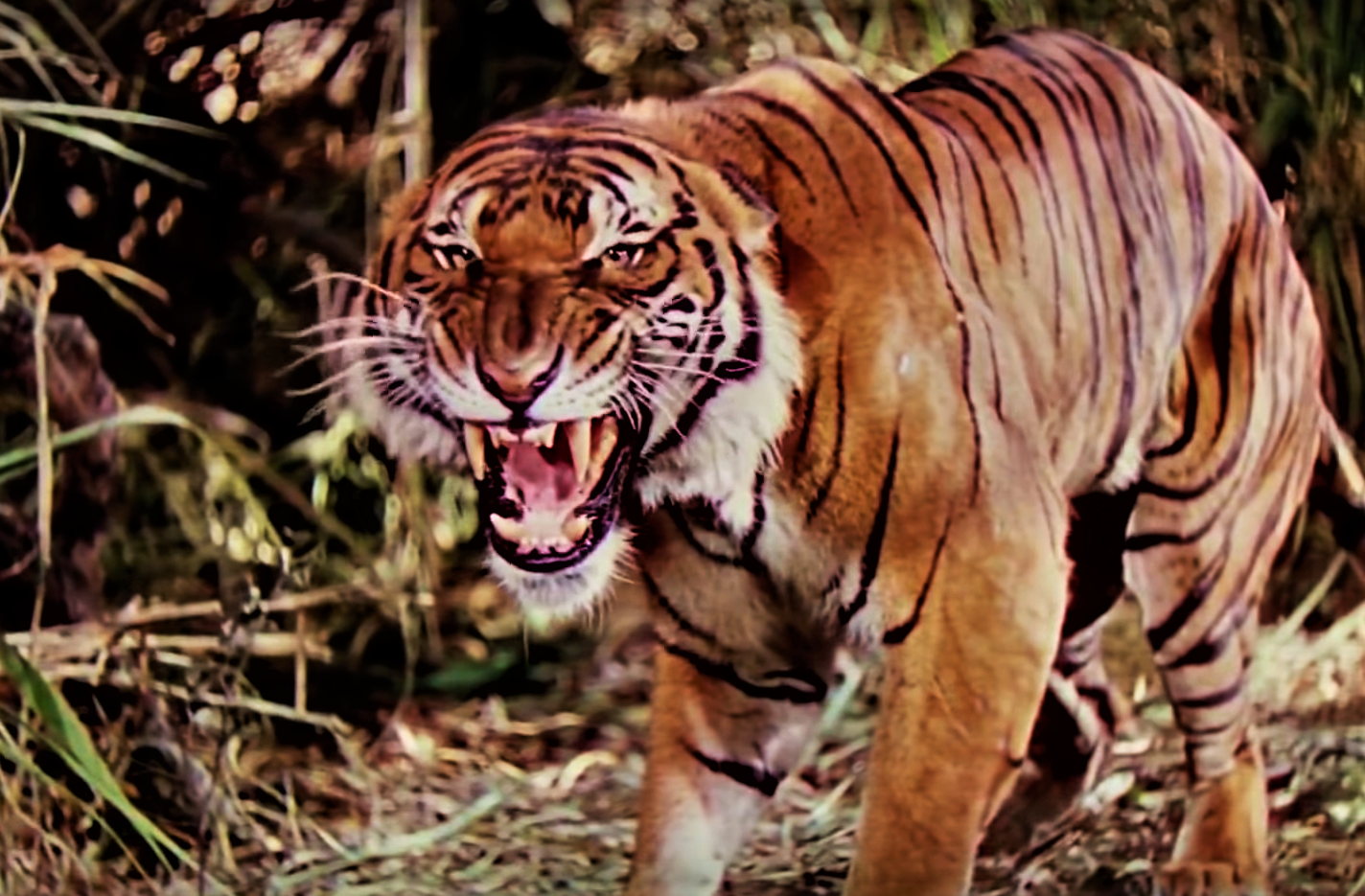
Shere Khan trong The Jungle Book (1942)